# サンコー (福岡県)
株式会社サンコーは福岡県福岡市博多駅南に本社を置く飲料メーカーである。

## 概要

### 事業内容
- 自動販売機による飲料水及び食品の販売 
  - 缶飲料、ペットボトル飲料及びブリックパック（牛乳・乳製品）
  - カップ式インスタントコーヒー及びレギュラーコーヒー
  - パン、アイス、インスタント食品など

## 沿革
- 1974年（昭和49年） - 個人経営にて自動販売機オペレーター創業。
- 1975年（昭和50年） - 北九州市小倉北区清水にて株式会社サンコー設立。
- 1994年（平成6年） - 第34回ACC全日本CMフェスティバル地域CM部門奨励賞受賞。
- 1995年（平成7年） - 福岡市博多区博多駅南に福岡本社新社屋完成。
- 1996年（平成8年） - 第九回日経ニューオフィス賞、九州ニューオフィス奨励賞受賞。
- 2000年（平成12年） - 第40回ACC全日本CMフェスティバルテレビCM部門銅賞受賞。
- 2001年（平成13年） - 本社屋が第14回福岡市都市景観賞受賞。
- 2009年（平成21年） - モンドセレクション受賞（金賞：faboカフェオレ、銅賞：faboブラジリアンブレンド、ブラック、美味×微糖）

## CM出演者
- 秋山幸二（福岡ソフトバンクホークス監督）
- オスマン・サンコン（ギニア出身のタレント）

## 関連会社
- 株式会社フォーエス
- 株式会社ほっとライフ
- 有限会社サンコーリース